# Kalcijum-karbid
Kalcijum karbid je hemijsko jedinjenje hemijske formule CaC2. Kalcijum karbid je bledih boja, ali većina uzorka imaju boje koje variraju od crne do sivo-bele, zavisno od vrste. Glavna uloga mu je u industrijskoj proizvodnji acetilena i kalcijum cijanida.

## Proizvodnja
Kalcijum karbid se industrijski proizvodi u električnim pećima sjedinjavanjem živog kreča i koksa na temperaturi od 2000 °. Ovaj metod dobijanja kalcijum karbida se nije promenio još od 1888. kada je pronađen: